# Harry Wills (Filmfigur)
Harry Wills war ein fiktiver deutscher Filmdetektiv der Stummfilmzeit.

## Geschichte
Als „Privatdetektiv Harry Wills“ traten in drei stummen Kriminalfilmen von 1921 unter der Regie von Hans Werckmeister nacheinander die Schauspieler Hans Adalbert Schlettow und Carl de Vogt auf. Im Titel wird der Name nur bei einem der Filme genannt. Ob mit dieser Figur eine ganze Reihe von Detektivdramen geplant war, kann mangels weiterer Belege derzeit nicht mit Bestimmtheit gesagt werden.
Photographiert wurden die Filme von Emil Schünemann, produziert wurden sie von der mecklenburgischen Obotrit-Filmfabrik „Offak“ Schwerin, die nur drei Jahre, von 1920 bis 1923, bestand, in denen sie Melodramen, Krimis und Actionfilme erzeugte.

## Filmographie
- 1921: Das Souper um Mitternacht. Abenteuer des Detektivs Harry Wills (Detektiv: Schlettow)[3]
- 1921: Die Schatzkammer im See, 1. Teil: Brillantenmarder (Detektiv: DeVogt)[4]
- 1921: Die Schatzkammer im See, 2. Teil: Der Club der Zwölf (Detektiv: DeVogt)[5]

## Wiederaufführungen
Das Kino im Zeughaus des Deutschen Historischen Museums Berlin führte “Das Souper um Mitternacht. Abenteuer des Detektivs Harry Wills” nach der Restaurierung durch das Bundesarchiv am 5. Oktober 2012 in seiner von CineGraph Babelsberg kuratierten Reihe „Wiederentdeckt“ mit live-Klavierbegleitung von John R. Carlson und einer Einführung durch Heiko Kreft, Berlin, auf.
Das Staatliche Museum Schwerin und der Verein für mecklenburgische Geschichte und Altertumskunde e. V. zeigten den Film am Donnerstag, den 7. Februar 2013 um 18 Uhr im Oudry-Saal des Staatlichen Museums Schwerin. Die Einführung hielt Heiko Kreft, Berlin.
Der 1975 in Schwerin geborene Journalist, Drehbuchautor und Produzent Heiko Kreft drehte 2012 einen 45-minütigen Dokumentarfilm über die Obotrit-Filmfabrik „Offak“. Er wurde zusammen mit dem Film “Das Souper um Mitternacht. Abenteuer des Detektivs Harry Wills” am Sonntag, 21. Oktober 2013 um 19 Uhr im Rostocker „Lichtspieltheater Wundervoll“ in Anwesenheit des Regisseurs aufgeführt.